# Бенанте, Чарльз
Чарли Бенанте (англ. Charlie Benante; полное имя Чарльз Ли Бенанте, англ. Charles Lee Benante; род. 27 ноября 1962, Бронкс, Нью-Йорк) —  американский барабанщик трэш-метал-группы Anthrax и Stormtroopers of Death (S.O.D.). Известен как один из пионеров использования двойного бас-барабана (техника игры Бенанте на нем считается очень быстрой) и как один из популяризаторов бласт-бита в трэш-метале.

## Карьера
Бенанте присоединился к Anthrax в 1983 году, для записи дебютного альбома группы Fistful of Metal, и является барабанщиком группы и по сей день. Он известен, как пионер быстрых ритмов трэш-метала и своей техникой игры с использованием двух бас-бочек. Многие барабанщики, такие как Дэйв Ломбардо, Ларс Ульрих, Шон Дровер, Майк Портной и Джейсон Биттнер, считают его одним из лучших барабанщиков всех времен.
Вместе со своими обязанностями музыканта, Бенанте также художник-график, придумал многие обложки альбомов Anthrax и дизайны футболок.

## Личная жизнь
Бенанте — дядя басиста Anthrax Френка Белло, мать которого Роуз — старшая сестра Бенанте.
Бенанте заявлял в большинстве старых интервью Anthrax, что его любимый вымышленный персонаж Дарт Вейдер.
27 июля 2012 года Бенанте и его жена были арестованы из-за домашней ссоры. Согласно информации от гитариста Скотта Иэна, Барабанщик Animetal Usa, Джон Детте будет заменять его в текущем европейском туре группы.

### Альбомы с Stormtroopers of Death
| Название               | Дата релиза      | Лейбл                 |
| Speak English or Die   | Декабрь 1985     | Megaforce Records     |
| Live at Budokan [Live] | 24 октября, 1995 | Megaforce Records     |
| Bigger than the Devil  | 22 мая, 1999     | Nuclear Blast Records |

## Внешние ссылки
- Официальный сайт Anthrax
- Официальный сайт S.O.D.
- Официальный сайт Чарли Бенанте